# Potres u južnom Meksiku 2017.
Potres u južnom Meksiku 2017. pogodio je obale meksičke savezne države Chiapas na jugoistoku zemlje. S jačinom od 8,2 magnitude i najraznorijih IX stupnjeva prema Mercallijevoj ljestvici, bio je to najjači potres na području Meksika u posljednjih stotinu godina. Osjetilo ga je gotovo 50 milijuna ljudi, a pogodio je i krajnji sjever Gvatemale uz meksičku granicu, dok je podrhtavanja bilo i u glavnim gradovima Guatemali i Ciudad de Mexicu.
Geološki uzrok potresa je podvlačenje (subdukcija) Kokosove ploče pod Sjevernoameričku ploču, pri čemu je zbog trenja uz konvergentnu granicu Zaljeva Tehnuatepec novonastalo područje podvlačenja postalo izvor potresa.

## Potres
Dan prije samoga potresa, sustav za uzbunjivanje nehotično je uključen u Mexico Cityju, zbog čega je došlo do sveopće evakuacije stanovništva. Iako se ključilo da se radilo o lažnoj uzbuni i poteškoći u sustavu, nakon potresa utvrđeno je kako je sustav prepoznao visoki rizik od potresa, ali dan prerano, što je dovelo do odbacivanja mogućnosti istoga.
Prema Nacionalnom seizmološkom servisu Meksika, epicentar potresa bio je u  Tehuantepečkom zaljevu, 137 kilometara jugoistočno od općine Tonalá. S druge strane, Američki geološki zavod (USGS) objavio je kako se epicentar nalazio 87 kilometara jugozapadno od Pijijiapana. Razilaženja u mjerenjima pojavila su se i kod iznosa magnitude potresa; dok je Nacionalni seizmološki servis objavio da je potres bio magnitude 8,2, Američki geološki zavod u izvještaju je istaknuo 8,1 magnitudu s kasnijom ispravkom na 8,0.
Nakon potresa, kod obala Salina Cruza zabilježen je slabi tsunami s valovima visine do 1 metra. Pacifički centar za uzbunjivanje od tsunamija izdao je upozorenje za obale država Srednje Amerike i Ekvadora.

## Štete
Oko 1,5 milijuna ljudi bilo je izravno pogođeno posljedicama potresa, koji je uništio 41000 kućanstava. Meksički ministar poljoprivrede José Calzada proglasio je smrt najmanja 98 ljudi, od čega 78 u saveznoj državi Oaxaca, 16 u Chiapasu i 4 u Tabascu. Ministarstvo unutarnjih poslova proglasilo je elementarnu nepogodu za 122 općine u Chiapasu.